# 六硫化二硒
六硫化二硒是一种无机化合物，化学式为Se2S6，可以视作环八硫（S8）分子中两个硫原子被硒原子取代得到的化合物。根据硒原子取代的位置不同，可以得到四种异构体：1,2、1,3、1,4和1,5-异构体。它是一种氧化剂。
1,2-异构体可由氯化硫、氯化硒和碘化钾在二硫化碳中反应得到，该反应也会同时产生环八硒（Se8）和除了SeS7以外的八元环硫化硒，以及六元环和七元环产物。